# Пропалеотерии
Пропалеотерии (лат. Propalaeotherium) —  род вымерших млекопитающих, принадлежавший близкому к лошадиным семейству палеотериевых. Пропалеотерии не являлись непосредственными предками современных лошадей, а образовывали боковую ветвь, которая относительно рано прервалась. Название намекает на то, что эти животные были предками палеотериев.
Пропалеотерии по телосложению были похожи на более известных гиракотериев. Известно несколько видов этого рода, которые достигали высоты в холке от 30 до 60 см. Передние лапы оканчивались четырьмя, задние — тремя пальцами. Вероятной средой обитания пропалеотерий были леса. У особей, найденных в карьере Мессель, было различимо содержимое желудка. Эти животные питались листьями и плодами, что подтверждается и строением их зубов.
Пропалеотерии жили в эпоху эоцена и известны по нескольким местам находок в Европе, а также в Китае.

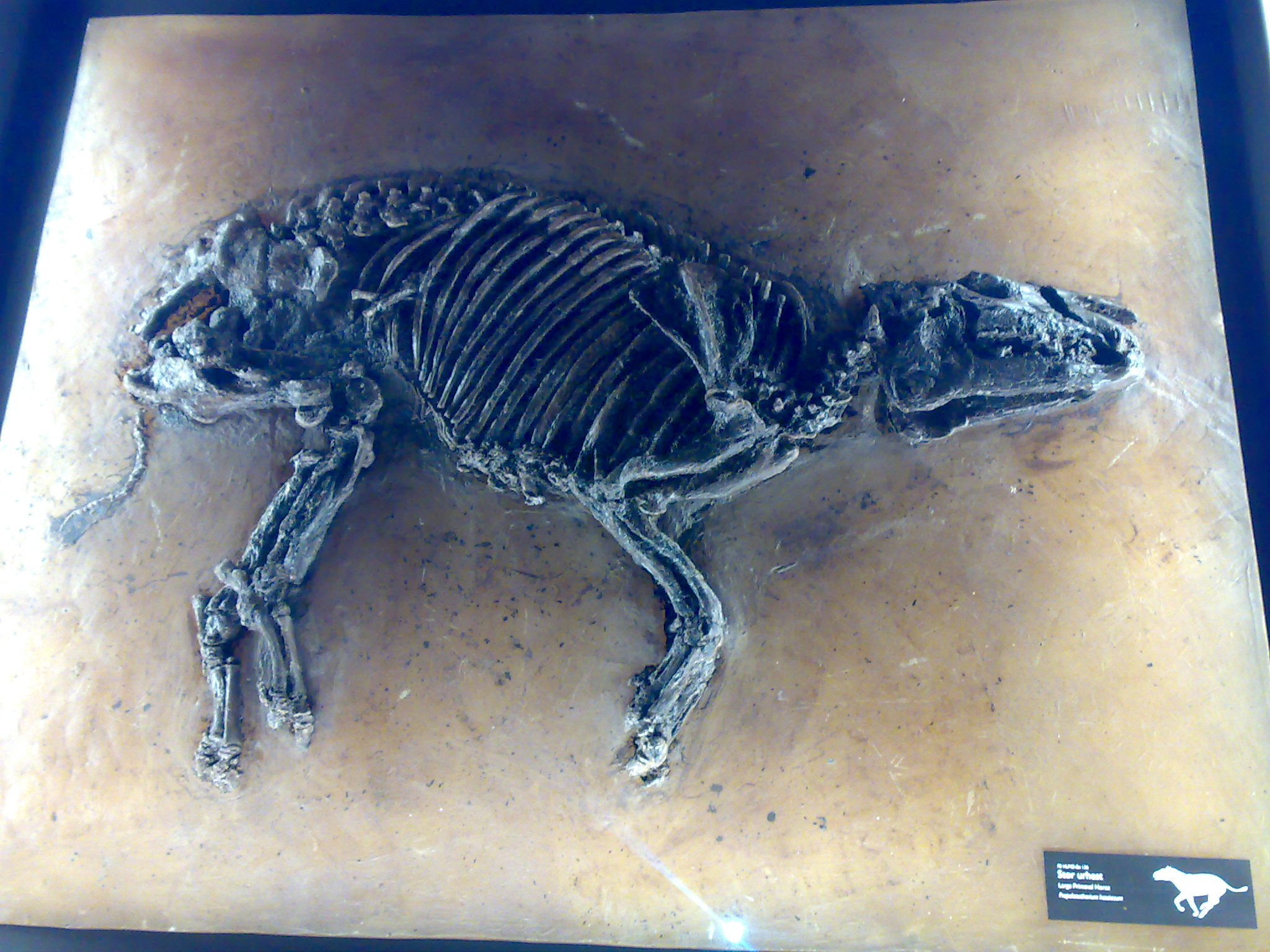
Propalaeotherium hassiacum

## В массовой культуре
Пропалеотерии были показаны в первой серии научно-популярного фильма BBC «Прогулки с чудовищами».

## Виды
По данным сайта Paleobiology Database, на ноябрь 2021 года в род включают 20 вымерших видов:
- Propalaeotherium argentonicum
- Propalaeotherium gaudryi
- Propalaeotherium hassiacum
- Propalaeotherium helveticum
- Propalaeotherium rollinati
- Propalaeotherium sinense
- Propalaeotherium sudrei
- Propalaeotherium voigti